# Urraubtiere
Urraubtiere, Scheinraubtiere oder Creodonten (Creodonta) sind ein heute nicht mehr gültiges Taxon, das ursprünglich eine Gruppe von ausgestorbenen fleischfressenden Säugetieren bezeichnete. Das Taxon wurde 1877 von Edward Drinker Cope beschrieben, bis weit in das 20. Jahrhundert hinein waren mehr als 45 Gattungen beschrieben worden. Die Creodonta galten als die vorherrschenden Raubsäuger im Paläogen. Obwohl sie heutigen Hunden, Katzen, Bären, Hyänen oder Mangusten ähnelten, sind sie nicht näher mit den jetzigen Raubtieren (Carnivora) verwandt. Innerhalb der Creodonta unterschied man zwei Familien, die hunde- oder hyänenähnlichen Hyaenodontidae, deren bekanntester Vertreter Hyaenodon war und die eher katzenähnlichen Oxyaenidae. Ein markantes Merkmal der Creodonta bestand in der Brechschere, die weiter hinten im Maul saß (Hyaenodontidae: zwischen dem zweiten Molar im Ober- und dem dritten Molar im Unterkiefer; Oxyaenidae: zwischen dem ersten Molar im Ober- und dem zweiten Molar im Unterkiefer) als bei den heutigen Raubtieren (vierter Prämolar im Oberkiefer; erster Molar im Unterkiefer).

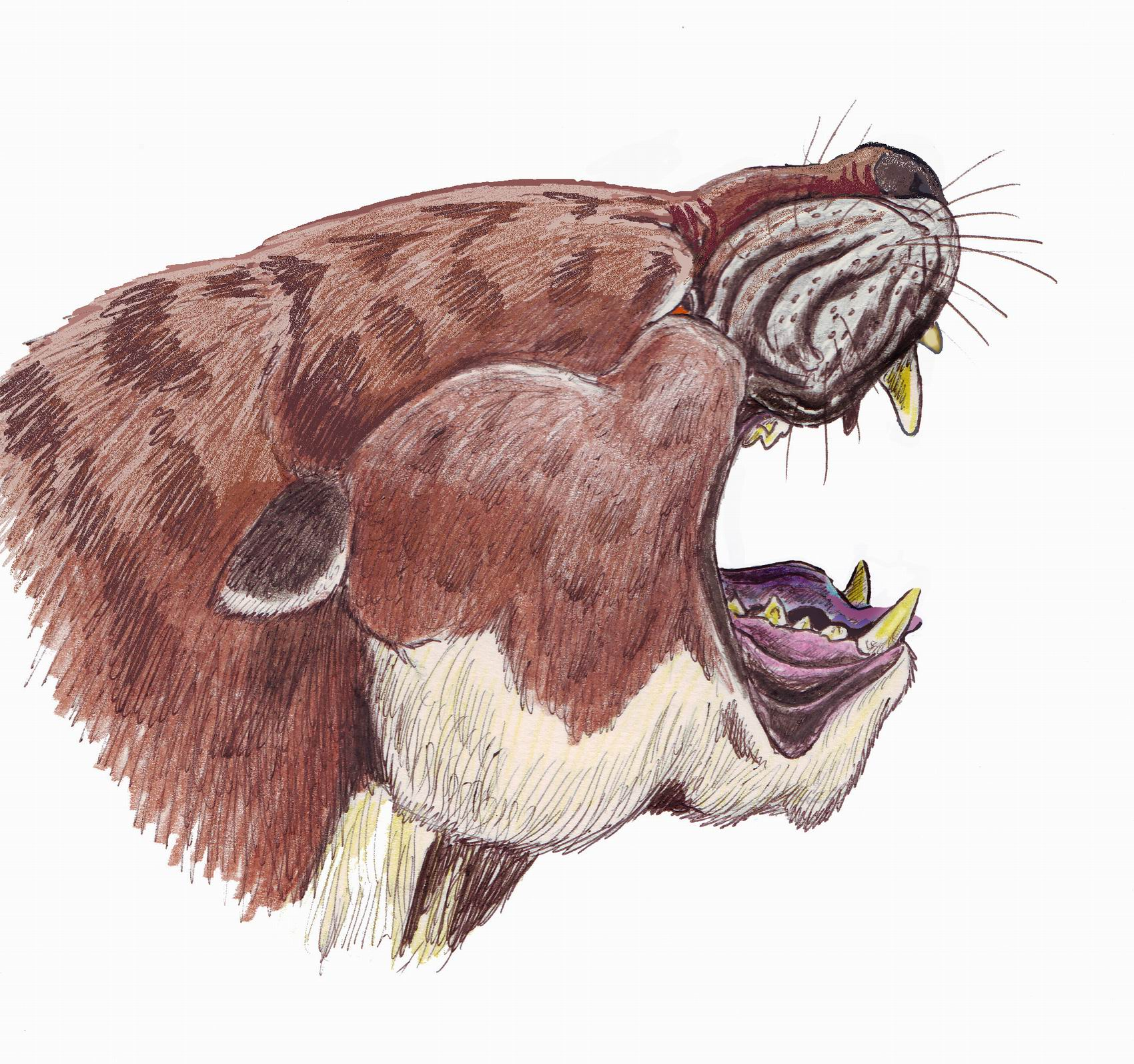
Kopfrekonstruktion von Sarkastodon (Oxyaenodonta, Spätes Eozän der Mongolei)

Die Creodonta lebten in Europa, Asien, Nordamerika sowie in Afrika. In Eurasien und Nordamerika starben alle Creodonten am Ende des Oligozäns aus, nur in Afrika vermochten sich einige Gattungen bis ins Miozän zu halten. Allerdings gelang es der Gattung Hyainailouros im Miozän von Afrika aus Eurasien wieder zu besiedeln und das Aussterben der Creodonten auch hier noch etwas hinauszuzögern. Im späteren Miozän waren jedoch auch in der Alten Welt alle Creodonten verschwunden.
Bereits Anfang der 1970er Jahre bezweifelte Leigh Van Valen, dass die Creodonta eine gemeinsame Gruppe bilden. Die Zweifel wurden später von einigen Paläontologen wie Michael Morlo vom Forschungsinstitut Senckenberg oder dem belgischen Forscher Floréal Solé aufgegriffen. Demnach gibt es keine eindeutigen Synapomorphien – gemeinsame, neu erworbene Merkmale – zwischen den beiden Familien der Hyaenodontidae und Oxyaenidae, wodurch ein Taxon Creodonta, wie noch in der Aufstellung von McKenna und Bell 1997 akzeptiert, nicht existieren würde; die Verwendung des Begriffes erfolgt zumeist nur aus Gewohnheit. Bei den zwischen den Carnivora und den beiden Familien der Creodonta bestehenden gemeinsamen Merkmalen, etwa in der Ausbildung der Brechschere oder Charakterika an der Schädelbasis beziehungsweise im Aufbau des Fußes, ist unklar, ob es sich um synapomorph oder möglicherweise auch nur um konvergent erworbene Eigenschaften handelt. Solé schlug daher 2013 vor, die beiden Familien der Creodonta jeweils auf einen Ordnungsrang zu heben. Aufgrund dessen sind innerhalb der Carnivoren-artigen Höheren Säugetiere (unter Ausschluss der Mesonychia als huftierartige Gruppe) drei Entwicklungslinien zu unterscheiden: die Carnivoramorpha (unter Einschluss der Carnivora und der ausgestorbenen Viverravidae und Miacidae) sowie die Hyaenodonta (auch Hyaenodontida) und die Oxyaenodonta (auch Oxyaenida). Teilweise wurde mit den Proviverroidea eine weitere Gruppe angenommen, für die eine nähere Verwandtschaft mit den Cimolesta zur Debatte stand. In der Folgezeit setzte sich die Aufteilung der Creodonta nach Solé 2013 in die folgenden beiden Ordnungen durch:
- Oxyaenodonta Van Valen, 1971
- Hyaenodonta Van Valen, 1967